# Růžena Zátková

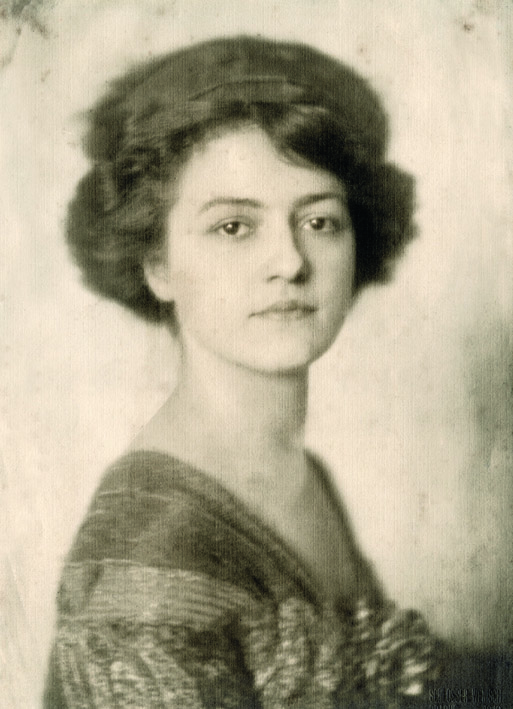
Růžena Zátková

Růžena Zátková (* 15. März 1885 in Zátkův Mlýn bei Březí; † 29. Oktober 1923 in Leysin) war eine tschechische Malerin und Bildhauerin des Futurismus.

## Leben und Werk

### 1885 bis 1915

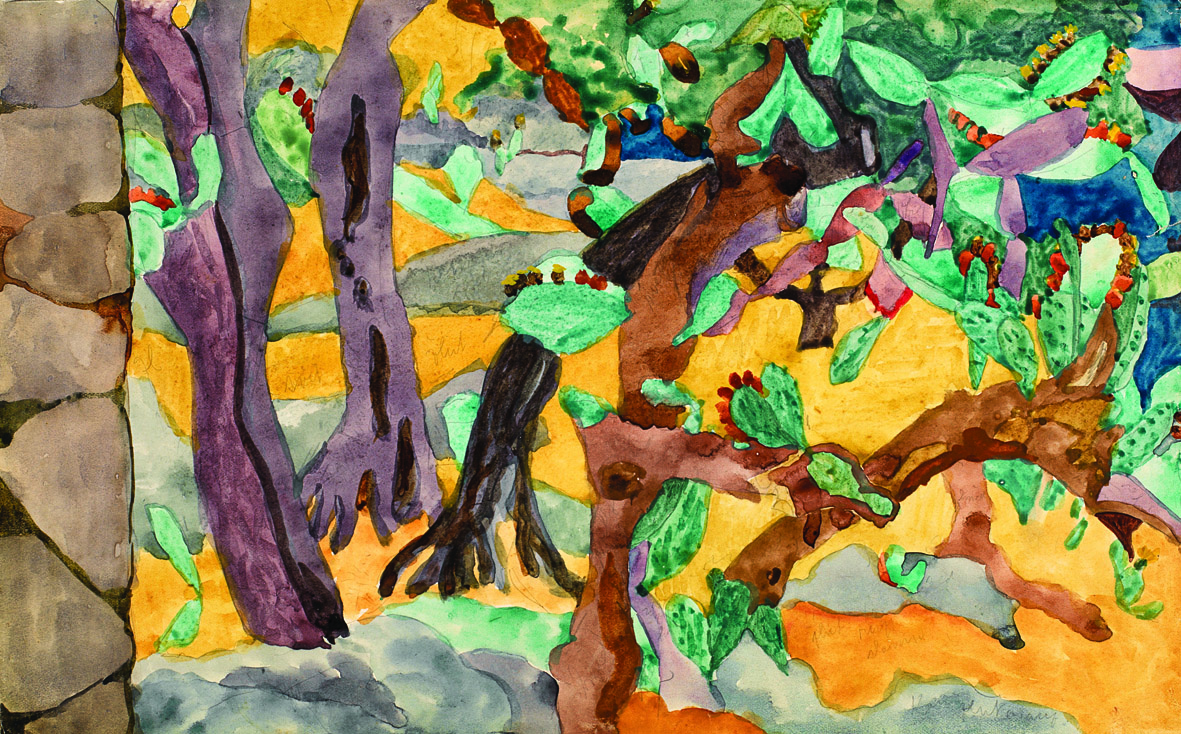
Mallorca, 1913

Ihr Vater Vlastimil Zátka war Teilhaber des Unternehmens Bratři Zátkové, der größten Nudelfabrik in Österreich-Ungarn; ihre Mutter Karla war eine Nichte des böhmischen Politikers und Vorkämpfers der nationalen Wiedergeburt Karel Havlíček Borovský. Als Jugendliche zog sie mit ihren Eltern und Geschwistern nach Prag. Ungewöhnlich für die Zeit um 1900, legten ihre fortschrittlichen Eltern auch auf die Ausbildung ihrer Töchter hohen Wert. Neben der Gymnasialausbildung erhielt Zátková Klavierstunden und – gemeinsam mit der jüngeren Schwester Sláva – Malunterricht. Zunächst konzentrierte sich Zátková auf die Musik und begann sogar, Klavierkonzerte zu geben. Gleichzeitig machte sie jedoch an Antonín Slavíčeks privater Malschule große Fortschritte. 1908 folgte sie ihrer Schwester Sláva zur Fortsetzung der Malausbildung nach München. Dort verlobte sie sich ohne Absprache mit ihrer Familie mit dem preußischen Baron Karl Christian von Loesch. Auf Druck der Familie löste sie die Verlobung, heiratete jedoch 1910 den russischen Diplomaten Wassili Kwostschinsky, mit dem sie in Rom lebte. 1912 brachte sie eine Tochter zur Welt. Kwostschinsky, ein Kunstkenner und Sammler, unterstützte die künstlerischen Ambitionen seiner Frau. Sie wandte sich durch die Beschäftigung mit russischer sowie altägyptischer, byzantinischer und italienischer Malerei von ihrem bisherigen impressionistischen Stil ab. Mehr als meisterhaftes Können interessierte Zátková stets der Symbolgehalt eines Kunstwerks.
Zu ihren engsten Freunden in Rom gehörte der kroatische Bildhauer Ivan Meštrović, der eine Statue nach ihrem Antlitz schuf und sie in seinen Memoiren „Vatra i opekline“ (Feuer und Brände) verewigte.

### 1915 bis 1919

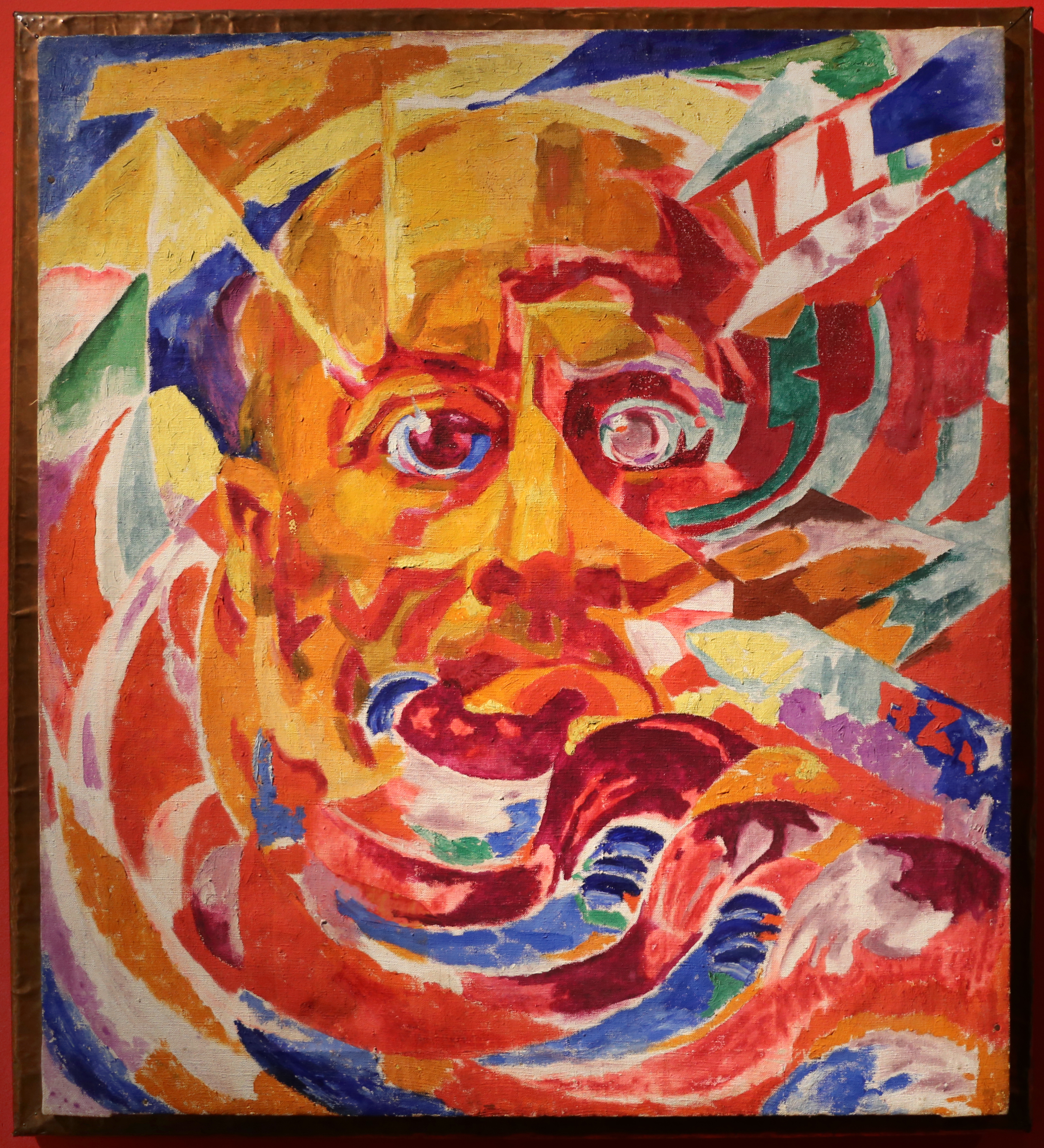
Marinetti, zwischen 1915 und 1921 entstanden

In Rom machte Růžena Zátková die Bekanntschaft vieler zeitgenössischer Künstler. 1915 lernte sie den italienischen futuristischen Künstler Giacomo Balla kennen. Zu ihren Freunden zählten außerdem Sergei Pawlowitsch Djagilew, Leiter der Ballets Russes, und der Komponist Igor Strawinsky. Mit der Truppe der Ballets Russes hielt sie sich Ende 1915 im schweizerischen Ouchy bei Lausanne auf, wo sie die russischen Künstler Natalija Sergejewna Gontscharowa und Michail Larionow kennenlernte. Beide pflegten ihre individuellen Vorstellungen von der Malerei und vermieden es, sich einer Gruppe anzuschließen oder zu einer Strömung zu bekennen. Das faszinierte und beeinflusste Zátková gleichermaßen. Sie schuf in dieser Zeit von spiritualistischen Sitzungen mit Balla beeinflusste Gemälde, den Bilderzyklus „Geisteszustände“, entwarf Kostüme für die Ballets Russes und schuf die Plastik „Ram“. Mit dieser setzt sie sich mit Gewalt, Macht und Dynamik von Maschinen und der mechanisierten Welt auseinander. Die Plastik, von der nur Fotos und Zeichnungen erhalten sind, wird heute als einzigartig für die tschechische Kunst jener Zeit und dieser als weit voraus betrachtet.
Gegen Ende des Ersten Weltkriegs erkrankte Zátková schwer an Tuberkulose und hielt sich bis 1919 in einem Sanatorium in Leysin, Schweiz, auf. Dort entstand der von Einsamkeit und der Auseinandersetzung mit der eigenen Sterblichkeit geprägte Bilderzyklus „Das Leben von König David“.

### 1919 bis 1923

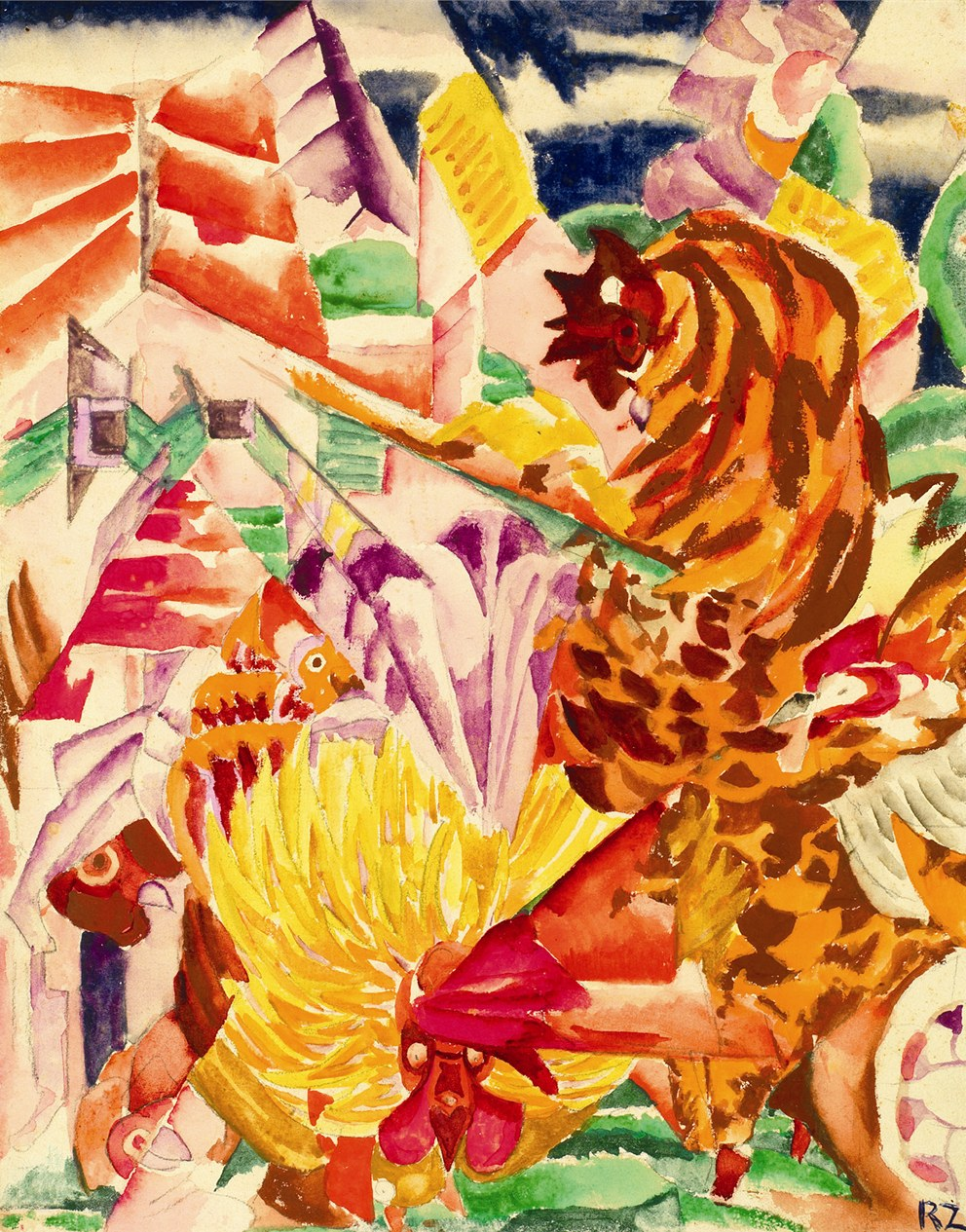
Hähne von Bricca, 1922

Nach dem Krieg lebte Růžena Zátková aus gesundheitlichen Gründen weiterhin in den Alpen, nun im italienischen Dörfchen Macugnaga. Aus der Ferne beobachtete sie aufmerksam das Nachkriegsgeschehen und politisierte sich zunehmend angesichts des Elends, das sie in den italienischen Dörfern sah. Sie ließ sich von Kwostschinsky scheiden und heiratete den politisch linksstehenden italienischen Journalisten Arturo Cappa. Durch dessen Schwager Filippo Tommaso Marinetti intensivierte sie erneut den Kontakt zu den italienischen Futuristen. Marinetti hatte 1909 das Futuristische Manifest verfasst. Er, seine Frau Benedetta und Zátkovás schon langjähriger Freund Balla bereiteten Růžena Zátková nun den Weg in die Öffentlichkeit. Im Frühling 1921 eröffnete ihre erste Einzelausstellung in der Galerie Giosi in Rom. Gemeinsam mit den Futuristen stellte sie 1922 in Bologna, Turin und Florenz aus. Eine weitere Einzelausstellung folgte im November 1922 in der Casa d´arte Bragaglia in Rom. Sie veröffentlichte in futuristischen Magazinen wie „Roma futurista“ und „Noi“. Marinetti übernahm es, sie in ihrem Heimatland bekannt zu machen. Stürmisch pries er 1921 in Prag Zátkovás Kunst, als er am Švandovo Divadlo (Švanda Theater) seine Bühnenwerke aufführte, zu denen Zátková die Kostüme entworfen hatte. Europaweit wurden nun die Tageszeitungen auf sie aufmerksam, schließlich schrieb auch das deutschsprachige „Prager Tagblatt“ über Zátkovás Ausstellungen. Gleichzeitig mit dem beginnenden Erfolg verschlechterte sich jedoch Zátkovás Gesundheitszustand. Sie fuhr erneut zur Behandlung nach Leysin in der Schweiz, wo sie jedoch im Alter von 38 Jahren am 29. Oktober 1923 starb.

## Zitate
Aus einem Brief Růžena Zátkovás an ihre Schwester Sláva, 1918: „Ich folge weder Cézanne noch van Gogh, weder Gauguin, Matisse oder Picasso, nicht dem Neuen und nicht dem Alten. Sondern ich suche nach ursprünglicher Wahrheit und Glauben. Mein geistiges Streben ist zugleich künstlerisches Streben und mehr als den Geist suche ich die Kunst.“